# Singara ochreoplagata
Singara ochreoplagata là một loài bướm đêm trong họ Noctuidae.